# رودريغو مورينو (مخرج)
رودريغو مورينو (بالإسبانية: Rodrigo Moreno)‏ هو كاتب سيناريو ومخرج أرجنتيني، ولد في 1972 في بوينس آيرس في الأرجنتين.

## وصلات خارجية
- رودريغو مورينو على موقع IMDb (الإنجليزية)
- رودريغو مورينو على موقع ألو سيني (الفرنسية)
- رودريغو مورينو على موقع أول موفي (الإنجليزية)
- رودريغو مورينو على موقع قاعدة بيانات الفيلم (الإنجليزية)
- رودريغو مورينو على موقع كينوبويسك (الروسية)